# Friend of the Family
Pour plus de détails, voir Fiche technique et Distribution.
Friend of the Family est un film américain réalisé et co-écrit par Edward Holzman, sorti en 1995.

## Fiche technique
- Titre québécois : Elke, l'amie de la famille
- Titre original : Friend of the Family / Elke's Erotic Nights / Elke
- Réalisation : Edward Holzman
- Scénario : Edward Holzman, April Moskowitz
- Photographie :
- Montage :
- Musique :
- Production : New City Releasing
- Pays de production :  États-Unis
- Langue originale : anglais américain
- Lieux de tournage : Malibu, Californie, États-Unis
- Genre : Drame
- Durée : 1 h 43
- Date de sortie : 
  - États-Unis : 20 juin 1995

## Distribution
- Shauna O'Brien : Elke Taylor
- Griffin Drew : Linda Williams Stillman (créditée comme Annelyn Griffin Drew)
- Lisa Boyle : Montana Stillman (créditée comme Lissa Boyle)
- Burke Morgan : Jeff Stillman (crédité comme C.T. Miller)
- Will Potter : Josh Stillman
- Raelyn Saalman : Laura Kellogg
- Alex Demir : Ron Kellogg
- Betsy Monroe : Nancy Kellogg
- Michael Jay : Eddie
- Dennis Larios : Andy
- Begue Georges : Billy
- Eddie Zona : Young Man
- Sam Mongielo : Scott
- Robert L. Newman : Tony
- Michael Simmons : Hank